# Marta Alòs i López
Marta Alòs i López (Lleida, 1 de novembre de 1960) és una escriptora i política catalana. Diputada al Parlament de Catalunya la VIII i la IX legislatures per CIU. És tècnica en Banca i Assessorament Financer, tècnica en administració comptable, tècnica en màrqueting estratègic i operatiu per a empreses, estudis de la Llicenciatura d'Història i al 2015 cursava la carrera de Psicologia a la Universitat Oberta de Catalunya.
Ha desenvolupat diferents activitats professionals i des de l'any 2000 és tècnica especialista de Biblioteca de la Universitat de Lleida.
Va quedar finalista al premi Manuel de Pedrolo i va escriure els relats d'estiu del diari La Mañana. Escriptora amb més de 15 llibres publicats, entre els quals destaquen: Per un pecat d'amor (Ed. Rivera 1995), Els ulls de l'ametller (Ed. Pagès 1997), el llibre La mà al melic, que va ser adaptat al teatre i representat per tot Catalunya, Físic i Polític (obra de teatre), Quartet Ponentí (Ed. Pagès, 1997) juntament amb Rosa Fabregat, Francesc Pané i Guillem Viladot, Sol de Ponent (Ed. Proa. 2001), obra guanyadora del Premi Vent de Port 2001, L'Ombra de la Forca, guanyadora del Premi de Narrativa Ciutat de Castelló 2002, Entre Imams i Capellans (Pagès Editors, 2005) juntament amb Brahim Yaabed, Històries de l'AVE (París Editors). Coautora dels llibres Els pobles perduts i Els pobles oblidats (Edicions Sidillà), La llengua de les pedres (Editorial Cal Siller), que va guanyar el Premi Armand Quintana de Calldetenes. Coautora de llibre Els vins de Costers del Segre (Ed. Pagès 2015), Amb X de sexe, llibre de relats eròtics, escrit a quatre mans amb el periodista, David Marín (Pagès Editors. 2016). Ulls Maragda, novel·la de gènere negre (Pagès editors, 2018). Coautora del llibre Els pobles perduts del Pirineu Català i Aranès (Edicions Sidillà, 2018). L'origen del pecat, la seva segona novel·la de gènere negre (Pagès editors, 2020), en què es qüestiona la corrupció política municipal i la l'Església catòlica. La cervesa de la Highsmith (Pagès editors, 2021), una antologia coral de relats negres, escrita amb altres set autores contemporànies. Sense data (Pagès editors 2022), novel·la romàntica. Un gintònic amb na Lònia Guiu (Edicions Xandri), una antologia coral de relats negres, escrita amb altres nou autores contemporànies. Pirineu de Lleida. Emociona. (Editorial Efados. 2023). Culpables, novel.la de gènere negre i policial (Pagès editors. 2025) és la seva darrera publicació.
És professora i conferenciant de l'Àula d'Extensió Universitària de la Universitat de Lleida. També participa en la dinamització de clubs de lectura de biblioteques públiques arreu de Catalunya.
Ha estat tertuliana en diversos programes de Catalunya Ràdio, Televisió de Catalunya, 8tv, RAC1 i SER Catalunya, i és habitual en el programa Més 324 de TV3. Col·labora en diverses publicacions: Sàpiens, Segre (columna a la contra dels dilluns des l'any 2000), SomGarrigues, Nació Digital, ENotícies i el setmanari digital La República. També ha publicat diversos reculls de narrativa i, esporàdicament, col·labora com a columnista en revistes locals.
Així mateix ha desenvolupat diverses responsabilitats polítiques: Paera de Lleida de 1995-2007 per CiU; responsable de la sectorial de Cultura de CDC per la Federació de Lleida entre 1996-2001, vocal de la Ponència 1 al Congrés de CDC de l'any 2004, secretària de Cultura i Indústria d'Audiovisuals de CDC de 2004 al 2008. Al 15è Congrés (juliol de 2008) va ser escollida Presidenta del Consell Nacional. Diputada al Parlament de Catalunya, període 2008-2012. Coordinadora de Cultura de la Diputació de Barcelona, del 2013 al 2015.